# Roze raspzwam
De roze raspzwam (Steccherinum ochraceum) is een schimmel behorend tot de familie Steccherinaceae. Hij leeft saprotroof op allerlei soorten loofhout, vaak els (Alnus); vaak in voedselrijke en/of vochtige bossen.

## Kenmerken

### Uiterlijke kenmerken
Vruchtlichamen
De vruchtlichamen zijn eenjarig. Als ze op een horizontaal oppervlak groeien, zijn ze uitgestrekt. Op een verticaal oppervlak zijn ze gebogen. Rand scherp, golvend, viltig en onvruchtbaar. Aanvankelijk hebben ze een min of meer ronde vorm, later vormen ze een gemakkelijk los te maken laagje met een grootte van maximaal 20 cm en een dikte van 0,5-2 mm. De gebogen delen, de zgn hoeden, zijn halfvormig en geplooid, 0,3-4,5 cm breed. Het oppervlak is golvend, concentrisch gezoneerd, fluweelachtig en varieert in kleur van witachtig tot geeloranje tot grijsoranje.
Hymenofoor
Stekelig, okergeel tot abrikoos oker van kleur, vervaagt op oudere vruchtlichamen. De stekels zijn 1-2,5 mm lang, kegelvormig en hebben soms gevorkte uiteinden.
Vlees
Het vlees is hard, leerachtig, geel van kleur, zonder uitgesproken smaak en geur.
Sporenprint
De sporenprint is wit.

### Microscopische kenmerken
De basidia zijn 4-sporig, hebben gespen en meten 15-27 x 3,5-5 μm. De basidiosporen zijn kleurloos, breedspindel of eivormig, glad en meten 3–4 × 2–2,5. Pseudocystidia zijn veelvuldig aanwezig (vooral in de stekel en vaak in de hymeniale laag tussen de stekels). Ze zijn hebben een breedte van 7-12 microns, vaak met een stomp uiteinde dat uitsteekt tot 20-30 microns. De skeletocystidia zijn eveneens veelvuldig aanwezig, cilindrisch tot subfusiform, dikwandig met een een breedte van 5-10 microns. Hij heeft een dimitisch hyfensysteem (bevat zowel generieve- als skelethyfen). De generatieve hyfen zijn 2,5-3,5 microns breed, dunwandig, vertakt, met gespen. De skelethyfen zijn 2-7 microns breed, dikwandig, zonder septen, vaak in de tramalaag parallel met de generatieve hyfen.

## Ecologie
Komt voor in bossen en parken, op dood hout, voornamelijk loofbomen. Hij groeit het hele jaar door op al dan niet ontschorste stammen en takken. Het werd aangetroffen op de volgende bomen en struiken: grijze els, zilverberk, haagbeuk, hazelaar, beuk, eik, wilg en vlier.

## Verspreiding
Het voorkomen ervan is beschreven op alle continenten behalve Zuid-Amerika en Antarctica, het meest op het noordelijk halfrond. In Nederland komt de roze raspzwam algemeen voor. Hij staat niet op de rode lijst en is niet bedreigd.

## Foto's

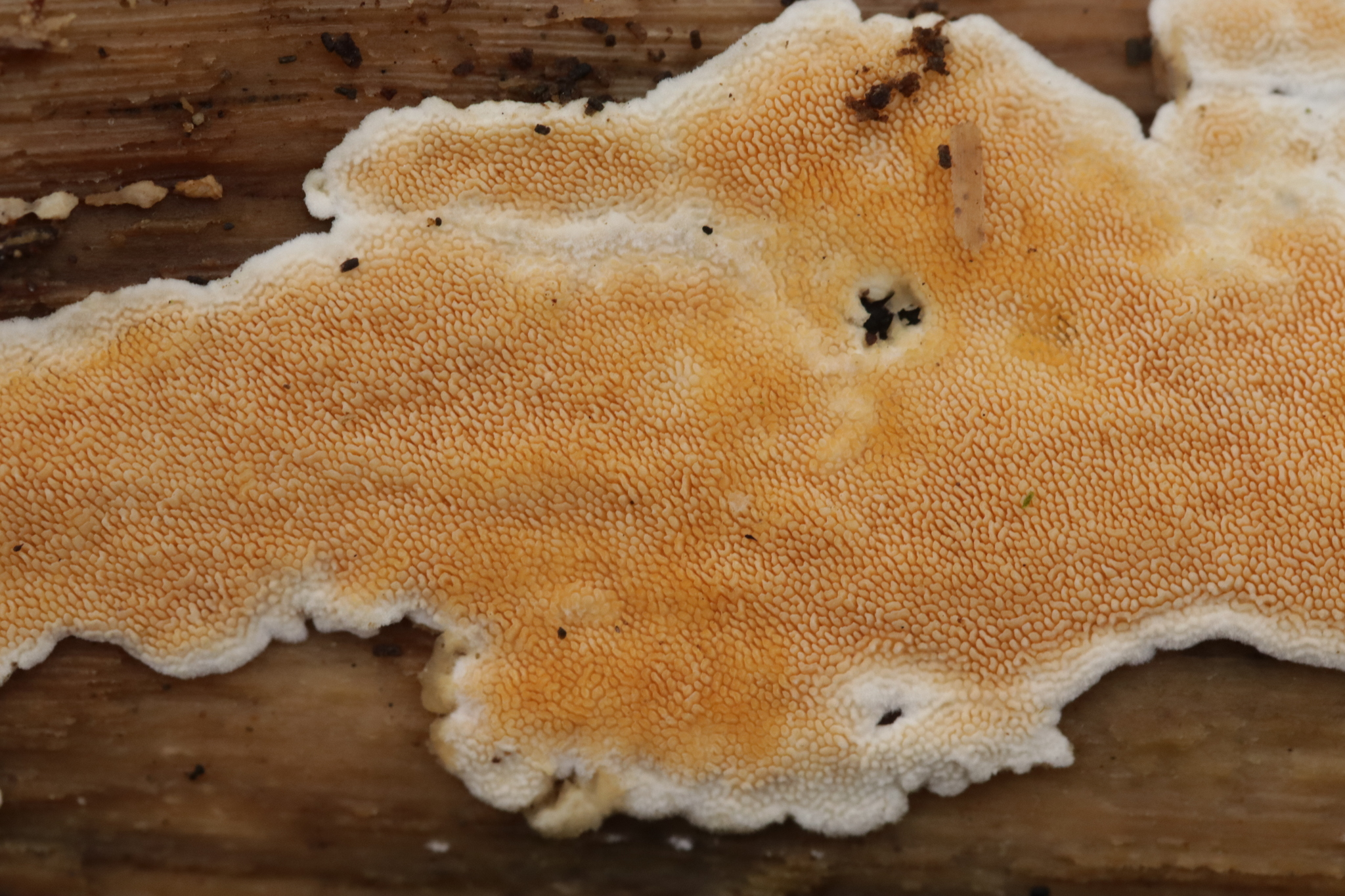
Vruchtlichaam met witte rand
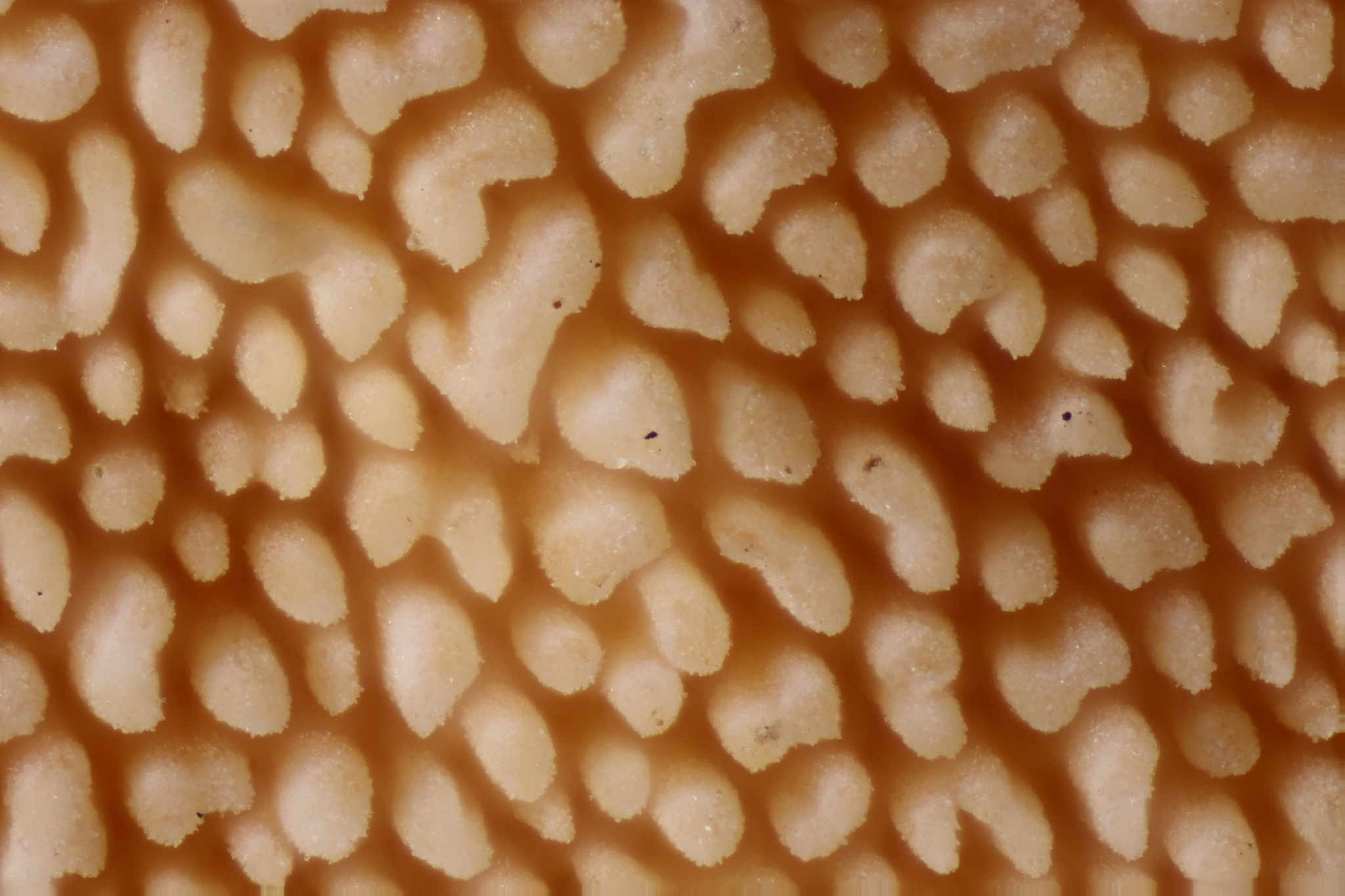
Stekels
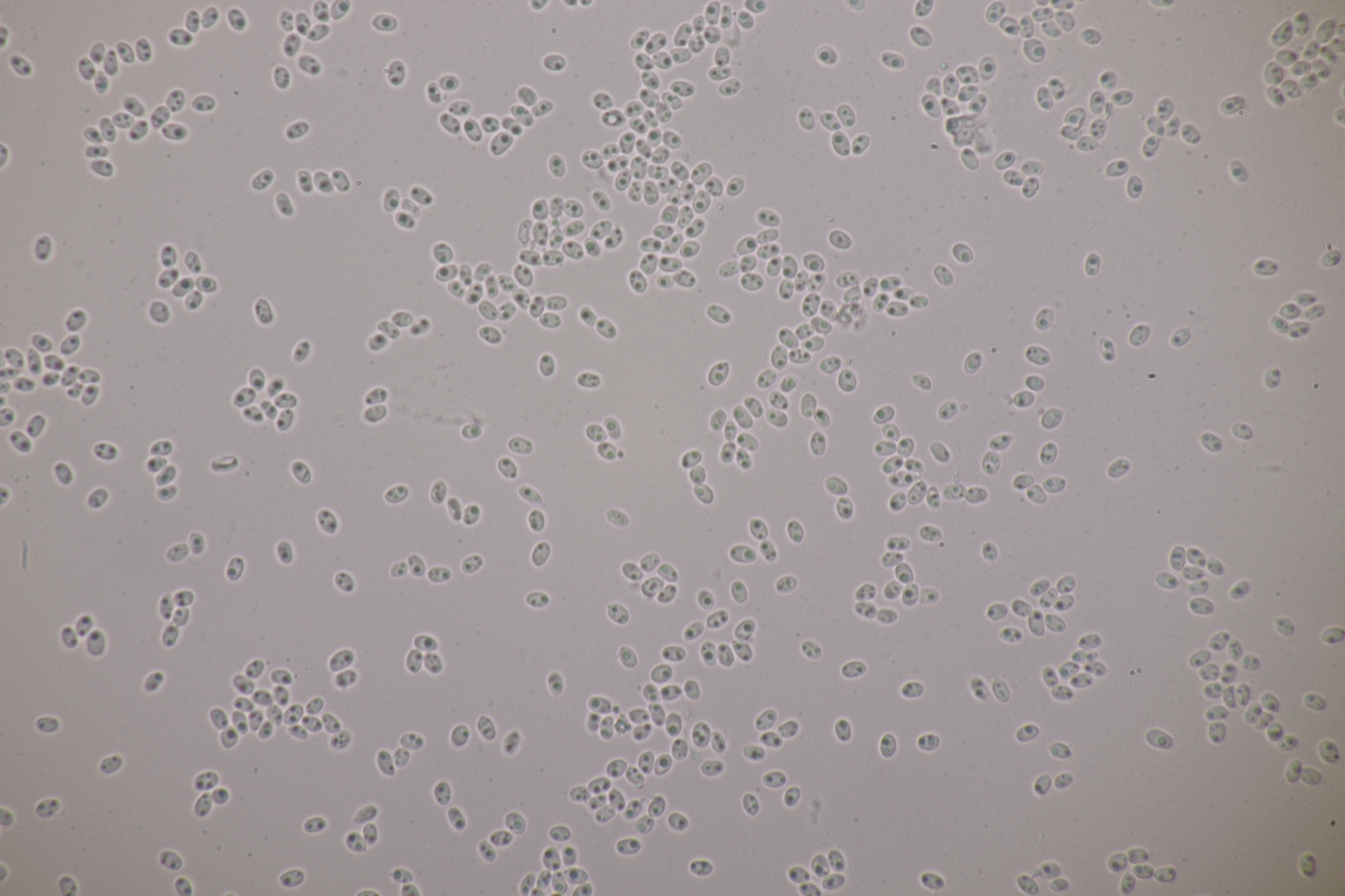
Sporen